# 巴格蘭
巴格蘭是阿富汗的城市，也是巴格蘭省的首府，位於該國東北部，距離昆都士60公里，海拔高度528米，2006年人口119,607，其中一半居民是普什圖人。

## 外部連結
- World Gazetteer - City Information

1. ↑  http://www.mrrd.gov.af/nabdp/Provincial%20Profiles/Baghlan%20PDP%20Provincial%20profile.pdf